# Nowodwór-Piaski
Nowodwór-Piaski – wieś w Polsce położona w województwie lubelskim, w powiecie lubartowskim, w gminie Lubartów.

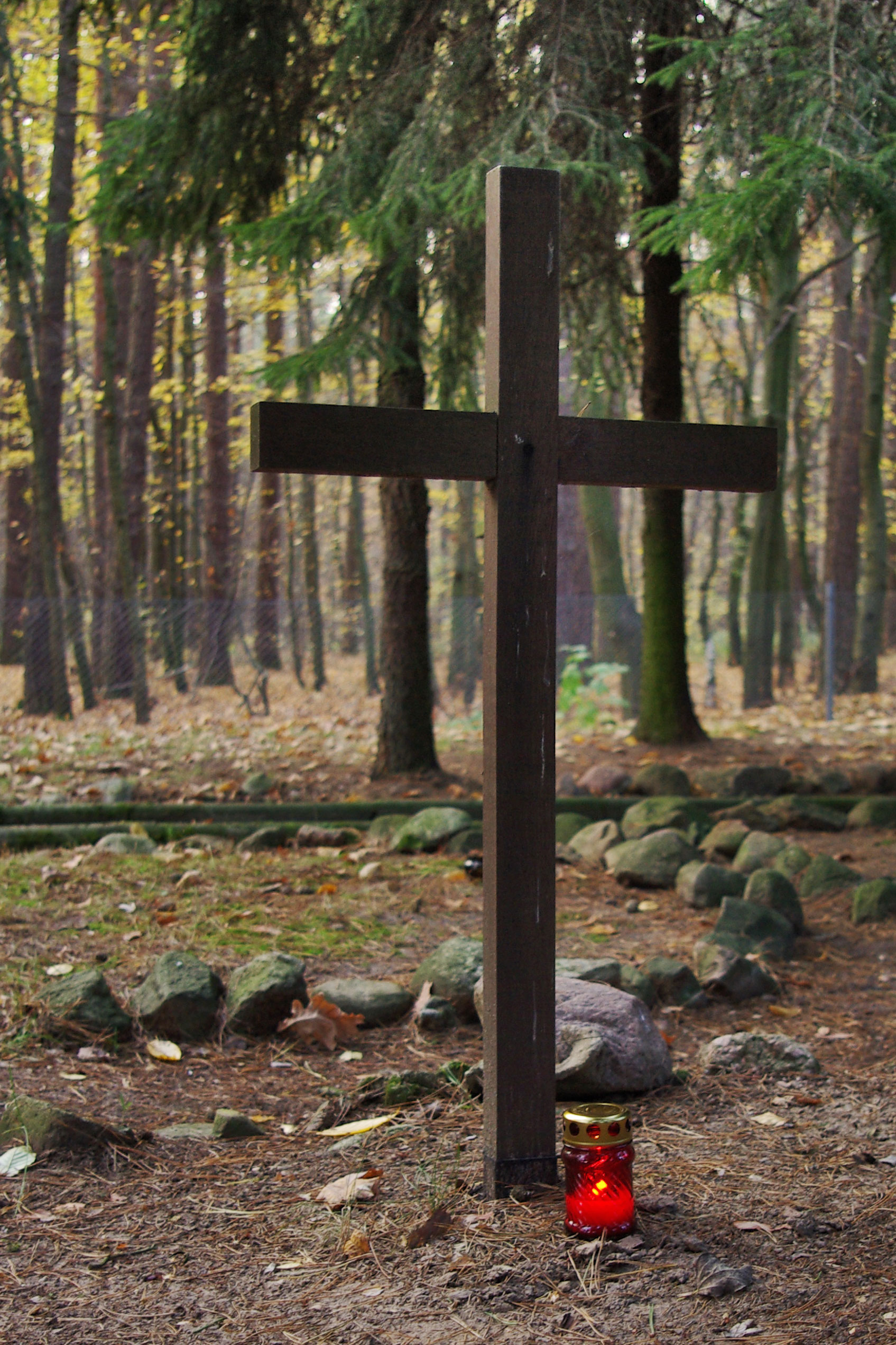
Jeden z drewnianych krzyży

W latach 1975–1998 miejscowość administracyjnie należała do ówczesnego województwa lubelskiego.
W lesie, do którego przylega wieś, znajduje się cmentarz żołnierzy poległych w czasie I oraz II wojny światowej. Do cmentarza można dotrzeć nie tylko od wsi Nowodwór-Piaski, ale także od wsi Annobór, jak również drogą serwisową, która biegnie w kierunku nowodworskiego lasu od skrzyżowania ulicy Nowodworskiej z obwodnicą Lubartowa.
Wieś stanowi sołectwo gminy Lubartów.